# Карианство

«Летящий человек» — символ карианского сообщества

Карианство — движение, основанное на принципах постмодернизма и неопозитивизма, характеризуется как рационалистическое или даже трансгуманистическое, названо в честь последователя Эпикура Тита Лукреция Кара, который постулировал отсутствие богов и работы которого развивали материалистические представления.

## Возникновение
Карианство возникло весной 2004 года на форуме сайта Membrana.ru как «религия», проповедующая веру в разум и здравый смысл. Название дано в честь античного философа-рационалиста Тита Лукреция Кара, автора трактата «О природе вещей» (около 55 до н. э.), в котором было систематизировано учение Эпикура о природе, человеке, обществе, науке и религии, и приведена развернутая критика мистицизма.
У движения есть страница в живом журнале.

## Суть движения

### Общие принципы карианства
- В философии: карианство отрицает значение обоих аспектов «основного вопроса философии» и считает мироздание:

1. целостным по своей природе и не разделяемым на «материю и сознание»
2. актуальным для человека лишь в том объёме, в котором оно познаваемо
3. познаваемым только через опыт, обобщение и практическую проверку моделей

- В мировоззрении: карианство отрицает любые априорные нематериальные ценности и любую догматику, придерживаясь принципа относительности истины. Любая интеллектуальная деятельность (наука, культура, искусство, религия, идеология) оценивается по прикладным результатам в области материально-технического прогресса, роста уровня и качества жизни (спектра практических возможностей индивида).

- В социально-политической сфере: карианство придерживается принципа гуманизма, понимаемого как безусловное право личности на свободу, счастье, развитие и проявление своих способностей (включая доступ к любым формам научно-технического прогресса), не ограниченное ничем, кроме симметричных прав других личностей. Этот принцип должен безоговорочно определять смысл и содержания форм социального регулирования (морали, права и деятельности любых общественных и государственных институтов).

### История карианского движения
Первый манифест карианства опубликован 12 апреля 2004 года, в день открытия первого карианского сайта. 12 апреля кариане отмечают, как праздник, «День открытого космоса» — в честь первого выхода человека в космос (Юрий Гагарин, 1961 г.), и как день рождения карианского движения.
Согласно манифесту 4/12, карианство призвано объединить атеистов и последователей свободных религий, для противодействия проникновению в реальную политику идеологий католицизма, ислама, православия и других религий.
Манифест 4/12 выражает интересы атеистов в форме религии (следование античным идеалам атеизма, как религии), чтобы использовать юридическую защиту от оскорбления религиозных чувств и религиозной дискриминации.
В первом обзоре (апрель 2004) были изложены следующие принципы карианства:
1. Вера в Разум и Здравый Смысл, как универсальные, абсолютные ничем и никак не ограниченные в своих возможностях, инструменты исследования и преобразования всего сущего, включая и самих носителей Разума.
2. Признание права каждого верить, как он хочет и готовность защищать это право от любого посягательства. Совместимость карианства с любым другим учением, не противоречащим основным карианским принципам.
3. Уважительное отношение к личной вере человека и терпимость к формам массового культа, которые не нарушают права окружающих. Непризнание права религиозных корпораций на политическое влияние.
4. Совместимость карианства с демократией, меритократией или конституционной монархией. Несовместимость с тоталитаризмом, теократией или любой другой формы правления, подавляющей свободу мысли и свободу распространения знаний.

На конференции карианского сообщества 13-15 ноября 2005 года был принят «Меморандум о свободе совести и творчества», в котором на основании в том числе более ранней переписки сформулированы основные социально-политические цели карианства:
1. Свободное распространение любых религий и идеологий, не призывающих к насилию против человека и его имущества, к религиозной вражде, дискриминации, к ограничениям свободы человека в выборе религии и идеологии, в способах индивидуального или коллективного самовыражения.
2. Запрет распространения любых религий и идеологий, пропагандирующих религиозную (идеологическую) исключительность и дискриминацию, вражду к иноверцам (инакомыслящим), клерикализацию (идеологизацию) государства, или ограничение свободы людей и объединений по религиозным (идеологическим) мотивам.
3. Свобода научных исследований в любых формах, не представляющих очевидной опасности для жизни, физического здоровья и имущества людей.
4. Борьба против любой фальсификации научных исследований и научных данных.
5. Введение жесточайших санкций за любую попытку воздействовать на общество с помощью заведомо фальсифицированных данных исследований.
6. Гласное, открытое обсуждение всех ситуаций, подозрительных на фальсификацию научных исследований и научных данных.

## Общественно-политическая деятельность кариан
Карианскими авторами издано в интернете значительное число статей с критикой креационизма, клерикального традиционализма и ультранационализма.
В рамках просветительской деятельности карианами издан в интернете ряд научно-популярных материалов, посвящённых футурологии и прогностике, социологии и теории права, современным концепциям естествознания (биологии, физике, прикладной математике), истории науки и техники, истории космонавтики, теории научного познания. Популяризацией карианства занимается фантаст Александр Розов.

## Критические замечания
Поскольку среди сторонников карианского движения преобладают представители технической интеллигенции и специалисты в области естественных и точных наук, для всего движения характерен определённый антигуманитарный настрой, который заключается в систематическом обвинении гуманитариев в потворстве клерикализму и мистицизму, в непонимании отличий гуманитарной методологии от методологии точных и естественных наук и в склонности к поддержке антинаучных теорий в сфере истории, филологии и философии, если они исходят от людей, чьи реальные достижения относятся к сфере точных наук (таких, например, как «Новая хронология» Фоменко и Носовского и другие варианты «альтернативной истории» и «альтернативной лингвистики»). Однако основными авторами — карианами Фоменко не поддерживается, хотя традиционная история тоже ставится под сомнение.